# Ovidiu
Ovidiu là một thị xã thuộc hạt Constanța, România. Dân số thời điểm năm 2002 là 13131 người.